# Alessandro Benetton
Alessandro Benetton (Treviso, 2 marzo 1964) è un imprenditore italiano.

## Carriera
La parte più significativa dei suoi studi si è svolta negli Stati Uniti. Nel 1987 si è laureato in business administration presso l'Università di Boston. Il 6 luglio del 1991 ha conseguito il Master in business administration all'università di Harvard, con relatore Michael Porter.
Nel biennio 1988-1989 ha lavorato in Goldman Sachs International a Londra nel dipartimento di Global Finance in qualità di analista nei settori Mergers and Acquisitions ed Equity Offering. Dal 1988 al 1998 è stato presidente di Benetton Formula. Gli anni della sua presidenza sono stati quelli delle vittorie in Formula 1 (26 su 27 totali della scuderia), dei due titoli mondiali piloti conquistati con Michael Schumacher nel 1994 e 1995, di quello costruttori vinto nel 1995, e della collaborazione con Michael Schumacher, Nelson Piquet, Jean Alesi, Riccardo Patrese, Alessandro Nannini.
Nel gennaio del 2022 Alessandro Benetton diventa Presidente di Edizione che si trasforma in una SpA.
Alessandro Benetton è presidente di 21 Invest, da lui fondata nel 1992 con il nome 21 Investimenti (mantenuto fino al 27 novembre 2018), gruppo europeo che investe in imprese del mid-market in Italia, Francia e Polonia. In oltre 30 anni di attività, 21 Invest ha completato più di 100 investimenti, con un fatturato aggregato di 1,6 miliardi di euro. Per un breve periodo è stato presidente di Benetton Group dall'aprile 2012 al maggio 2014. Nel novembre 2016 lascia anche il consiglio d'amministrazione per divergenze con la famiglia sui progetti futuri. Nel 2016 gli è stato attribuito alla Camera dei deputati il Premio America della Fondazione Italia USA.
Dal 2022 ricopre la carica di Presidente onorario della combined entity nata in seguito all'accordo di integrazione tra Autogrill e Dufry, operazione che ha condotto alla nascita del nuovo marchio unificato Avolta. È stato membro della giunta di Confindustria e ha fatto parte dell'Advisory Committee di Robert Bosch Internationale Beteiligungen AG di Zurigo, l'organismo di consulenza della holding svizzera per le attività estere del Gruppo Bosch. È stato Presidente della Fondazione Cortina 2021 che ha organizzato i Campionati mondiali di sci alpino, in programma nel febbraio 2021 a Cortina d'Ampezzo (BL).
Nel gennaio del 2023 viene nominato Vice presidente di Mundys, gruppo che investe nelle infrastrutture sostenibili, all’interno del quale operano le partecipate Aeroporti di Roma, Telepass, Yunex e Abertis.
È inoltre Ideatore e Presidente di Unhate Foundation, ente del terzo settore da lui fondato nel 2011 e rilanciato nel 2025 con il supporto di Edizione S.p.A., Mundys e Aeroporti di Roma. Alessandro Benetton ne guida l’indirizzo strategico per la promozione di progetti contro l’odio e a favore dell’inclusione sociale, avvalendosi di un comitato scientifico formato prevalentemente da persone sotto i 30 anni.

## Vita privata

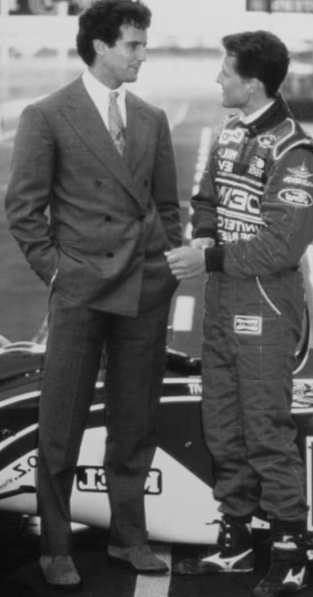
Benetton con Michael Schumacher durante la presidenza della Benetton Formula

Alessandro Benetton è secondogenito di Luciano Benetton e Maria Teresa Maestri. È stato sposato per 13 anni con l'ex campionessa olimpica e mondiale di sci alpino Deborah Compagnoni, con cui ha avuto tre figli: Agnese, Tobias e Luce. Pratica diversi sport ad alto livello, in particolare sci alpino (è allenatore federale della Federazione italiana sport invernali) e kite surf. È appassionato e collezionista di arte moderna.

## Riconoscimenti
- Nel 2011 Alessandro Benetton è stato insignito del Premio Ernst & Young "L'Imprenditore dell'Anno"[20][21].
- Nel 2014 il Ministro Franceschini gli ha consegnato il "Premio Vittorio De Sica" per la distribuzione nella categoria "Cinema Italiano"[22][23].
- Nel 2016 è stato insignito del Premio America, un riconoscimento nato dalla Fondazione Italia USA destinato a chi ha stimolato iniziative e opere volte a favorire i rapporti tra Italia e Stati Uniti d'America[24].
- Nel 2018 ha ricevuto il Premio Kennedy per aver posto lo sviluppo sostenibile al centro di 21 Investimenti[25][26].
- Nel 2019 è stato insignito del Premio Internazionale "Sport Civiltà" al Teatro Regio di Parma[27][28][29].
- Nel 2023 l’UNCA, l’Associazione dei Corrispondenti presso le Nazioni Unite, gli ha conferito il premio quale “Global Advocate of the Year 2023”[30][31].

## Opere
- Alessandro Benetton, La traiettoria, Milano, Mondadori, 2022, ISBN 978-88-04-74908-0.
- Alessandro Benetton, Mai fermi: otto punti fissi per la tua traiettoria, prefazione di Luciano Floridi, Milano, Mondadori, 2025, ISBN 978-88-04-80284-6.